# Halodiplosis syrdarjensis
Halodiplosis syrdarjensis är en tvåvingeart som först beskrevs av Marikovskij 1955.  Halodiplosis syrdarjensis ingår i släktet Halodiplosis och familjen gallmyggor. Inga underarter finns listade i Catalogue of Life.